# Kabinet-Nixon
Het kabinet–Nixon was de uitvoerende macht van de Amerikaanse overheid van 20 januari 1969 tot 9 augustus 1974. Voormalig vicepresident Richard Nixon van de Republikeinse Partij werd gekozen als de 37e president van de Verenigde Staten na het winnen van de presidentsverkiezingen van 1968 over de kandidaat van de Democratische Partij de zittend vicepresident Hubert Humphrey, Nixon werd herkozen voor een tweede termijn in 1972 na het verslaan van de Democratische kandidaat Senator voor South Dakota George McGovern. Op 9 augustus 1974 trad Nixon af nadat zijn positie door het Watergateschandaal onhoudbaar was geworden en werd opgevolgd door vicepresident Gerald Ford.

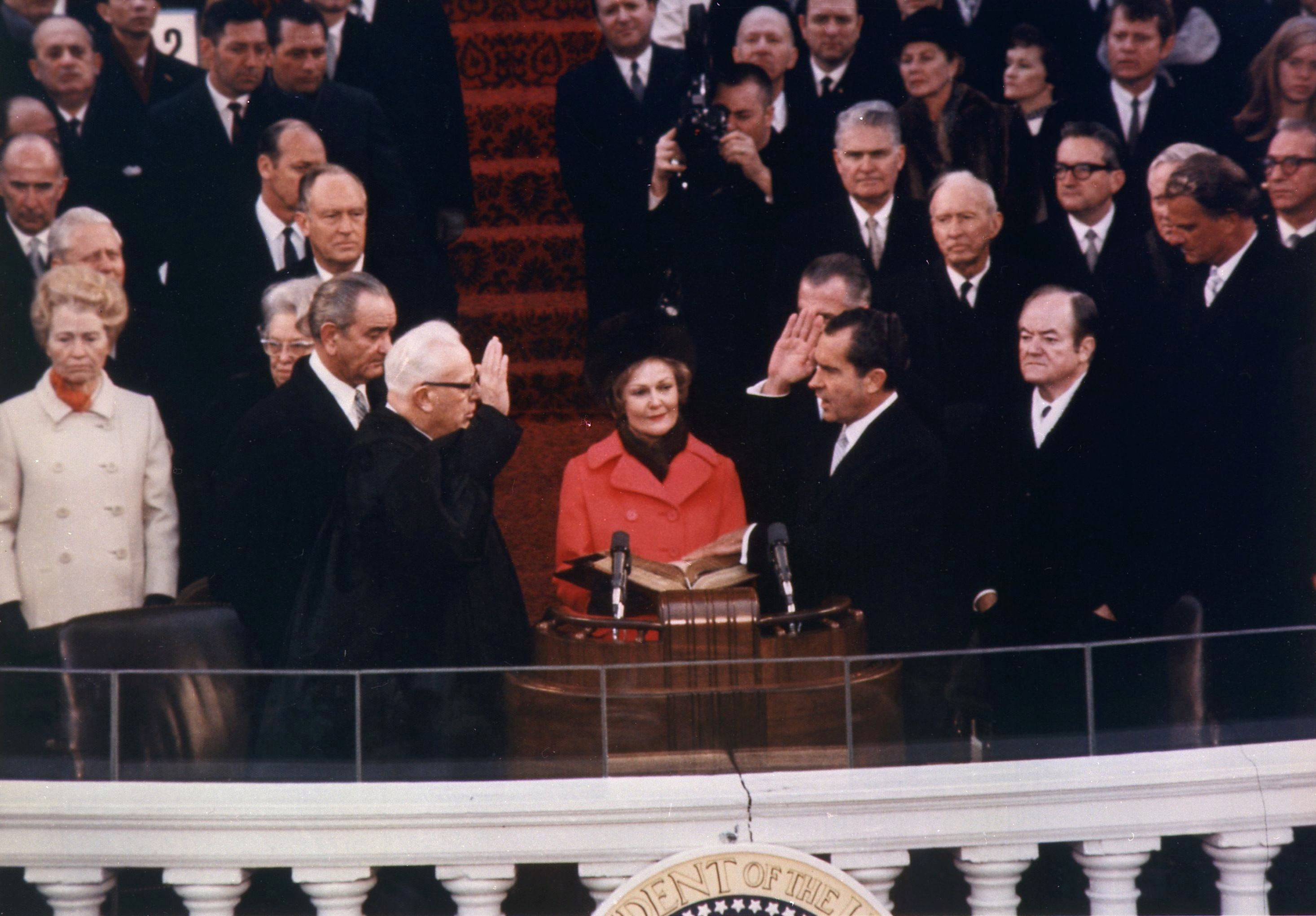
De inauguratie van president Richard Nixon op 20 januari 1969.

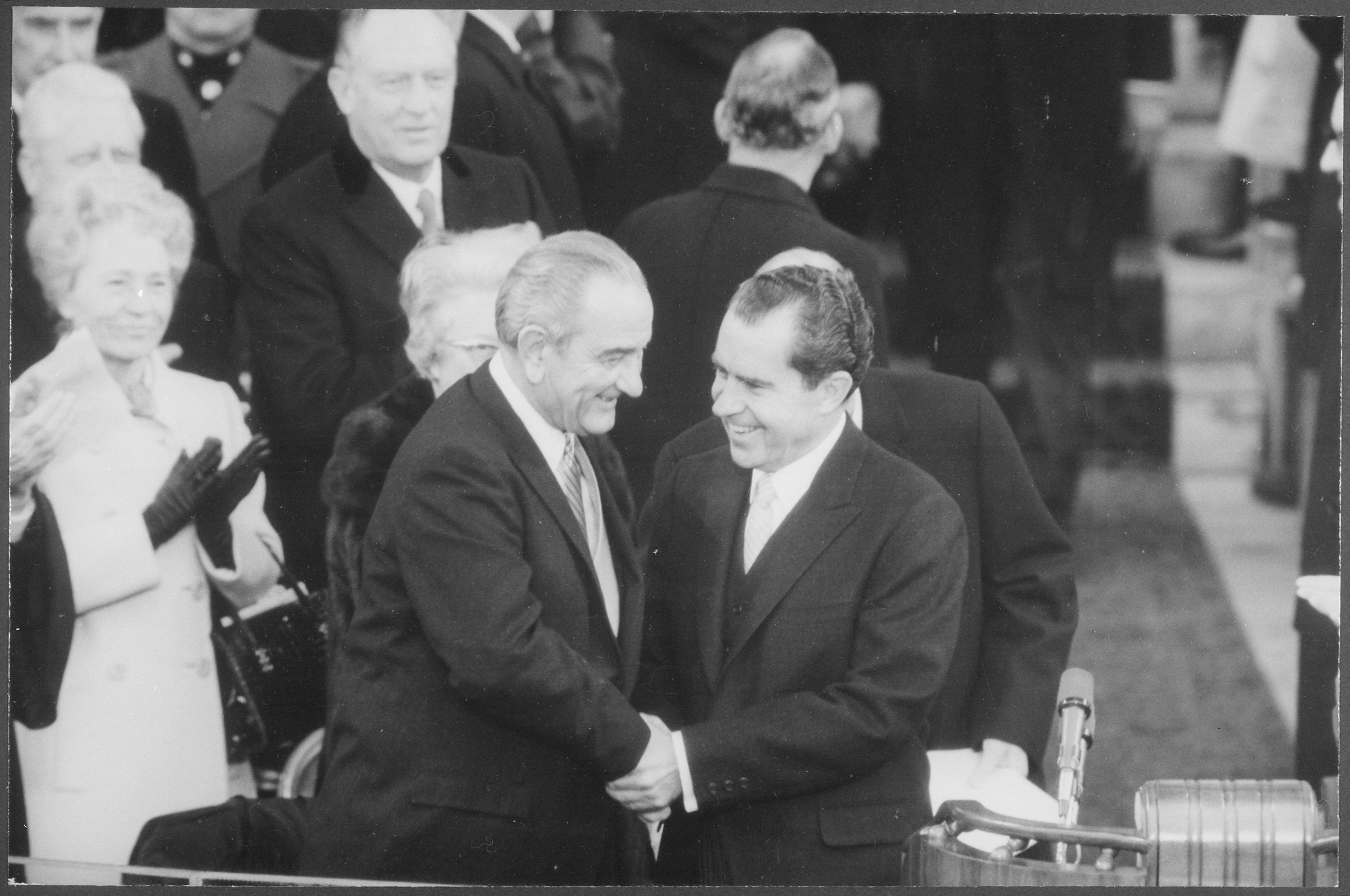
Voormalig president Lyndon B. Johnson en president Richard Nixon na de inauguratie op 20 januari 1969.

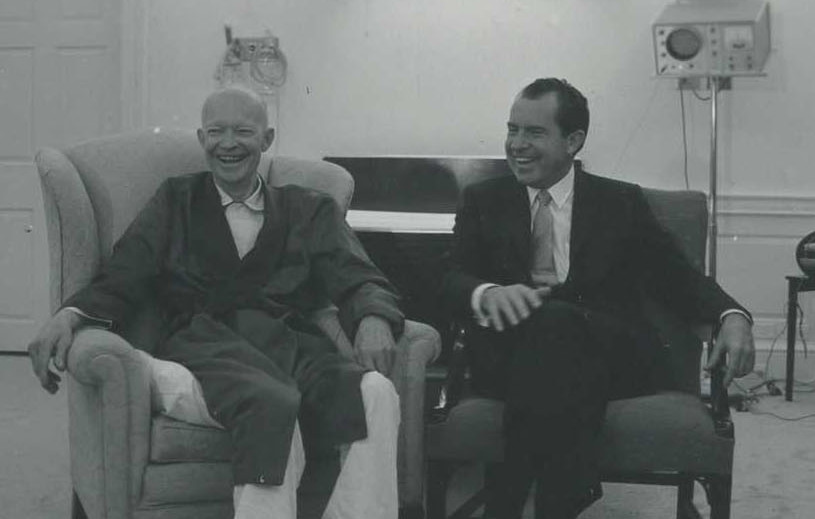
Voormalig president Dwight D. Eisenhower en president Richard Nixon in het Walter Reed Army Medical Center op 2 februari 1969.

President Richard Nixon en voormalig president Harry S. Truman op 21 maart 1969.

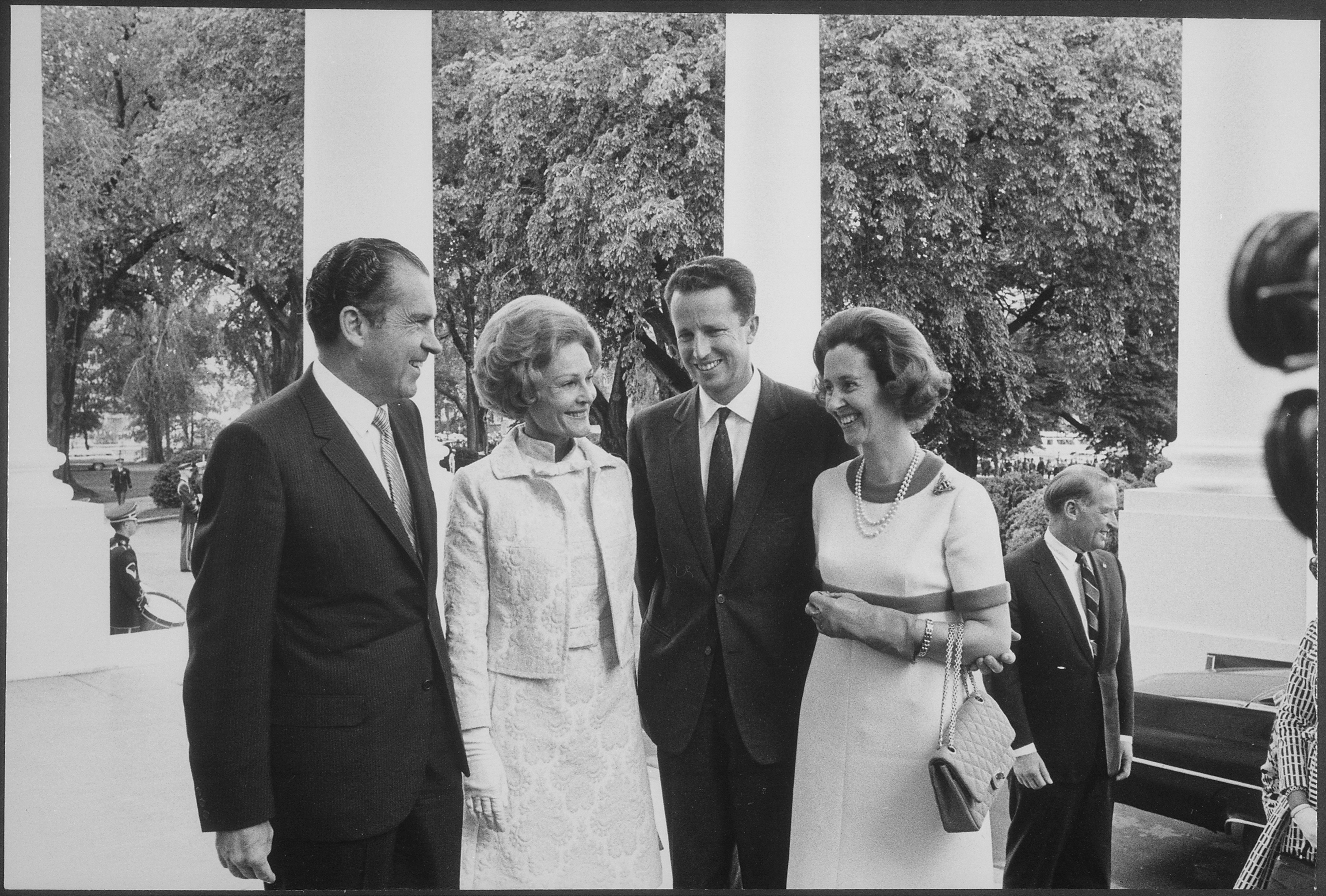
President Richard Nixon, first lady Pat Nixon, Koning Boudewijn en Koningin Fabiola bij het Witte Huis op 20 mei 1969.

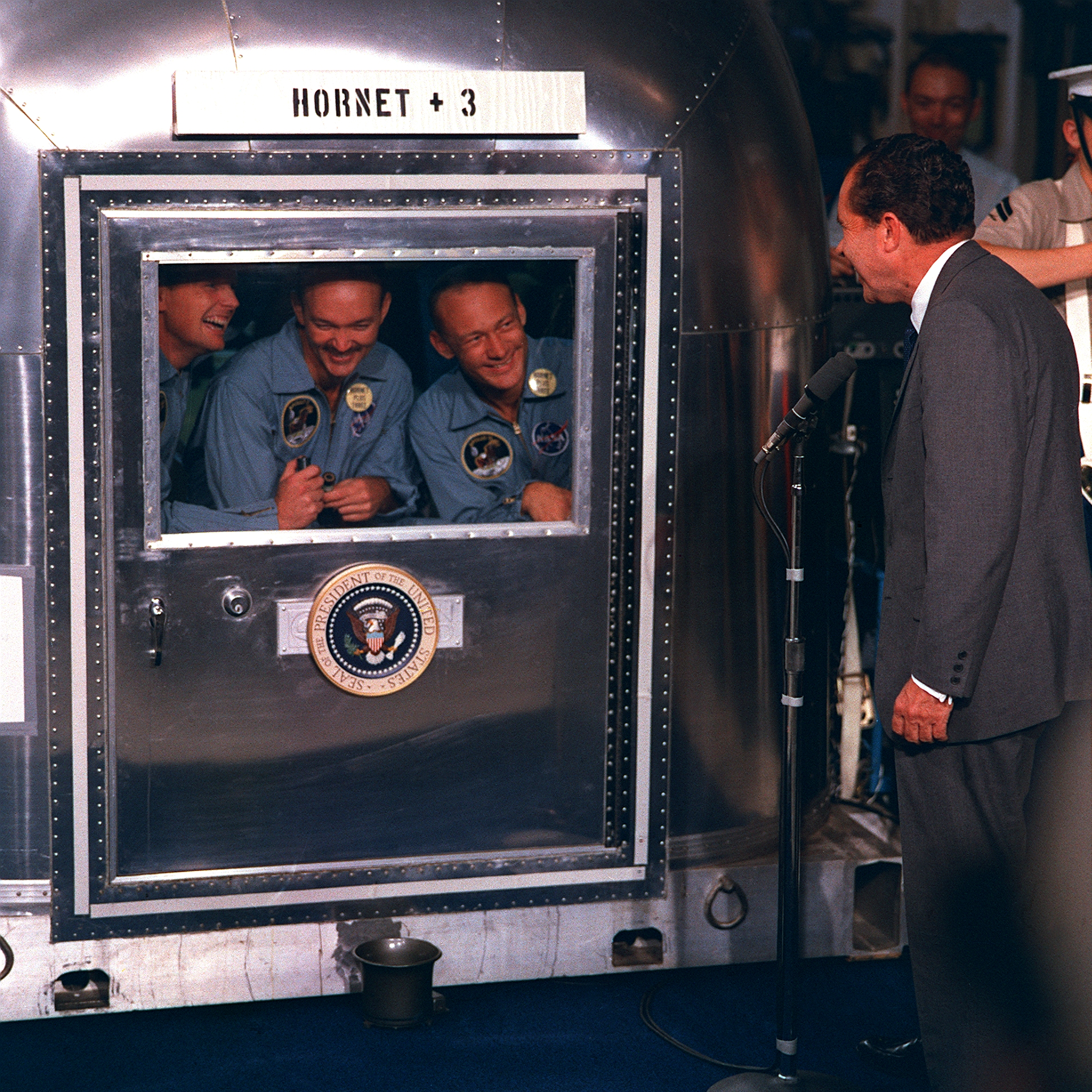
Apollo 11 astronauten Neil Armstrong, Buzz Aldrin, Michael Collins en president Richard Nixon na hun terugkeer van de maan op 24 juli 1969.

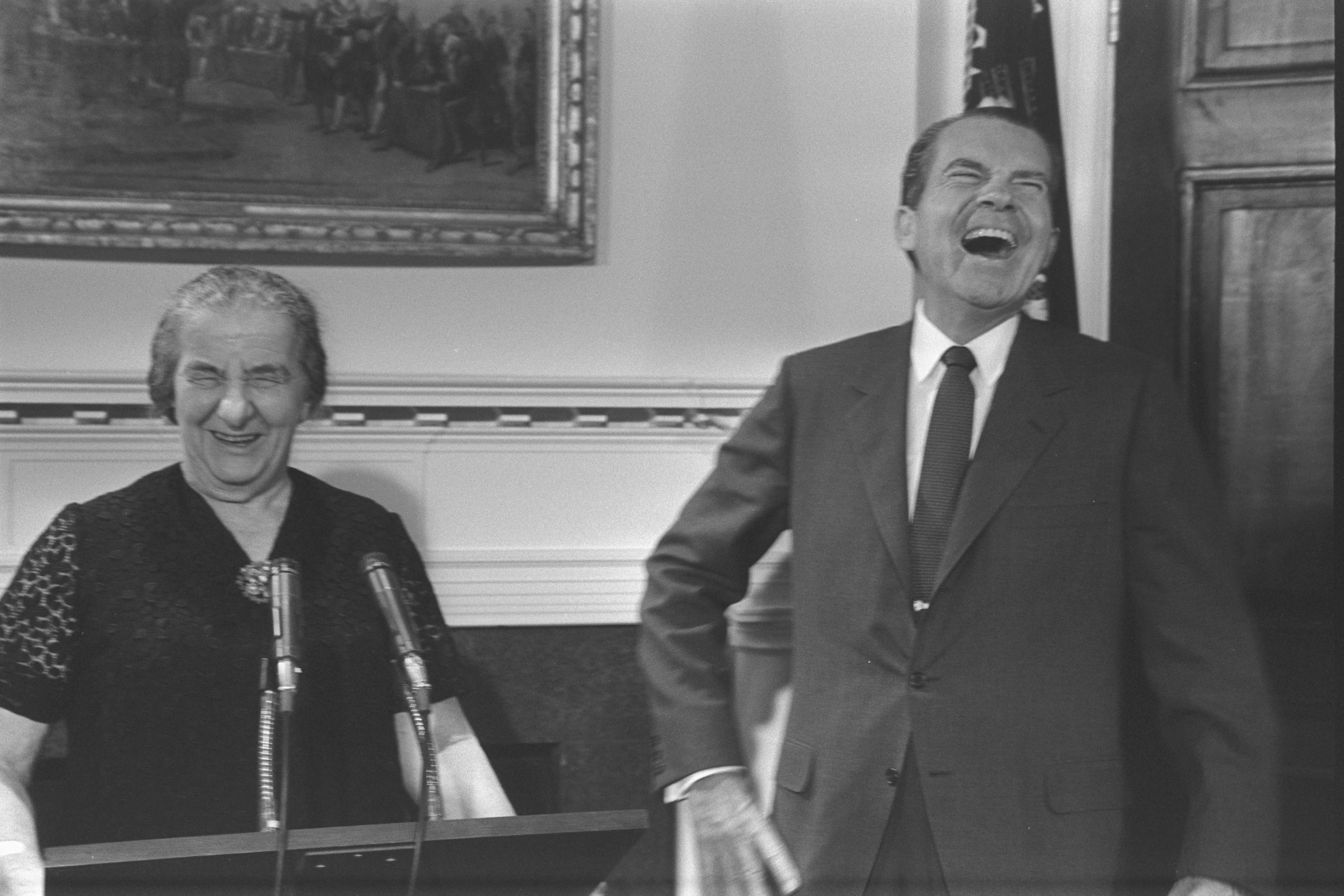
Premier van Israël Golda Meïr en president Richard Nixon bij het Witte Huis op 26 september 1969.

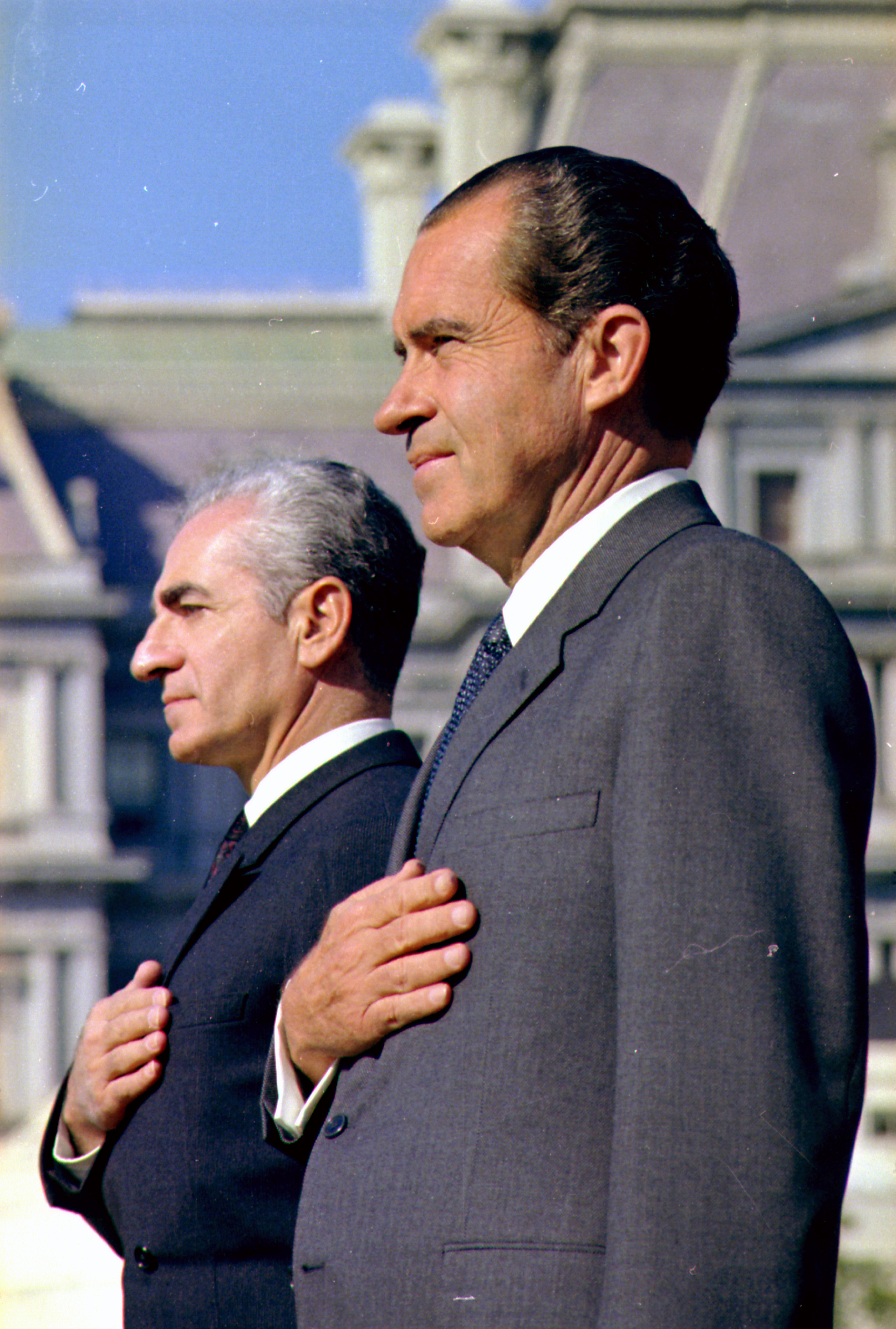
Sjah van Iran Mohammad Reza Pahlavi en president Richard Nixon bij het Witte Huis op 21 oktober 1969.

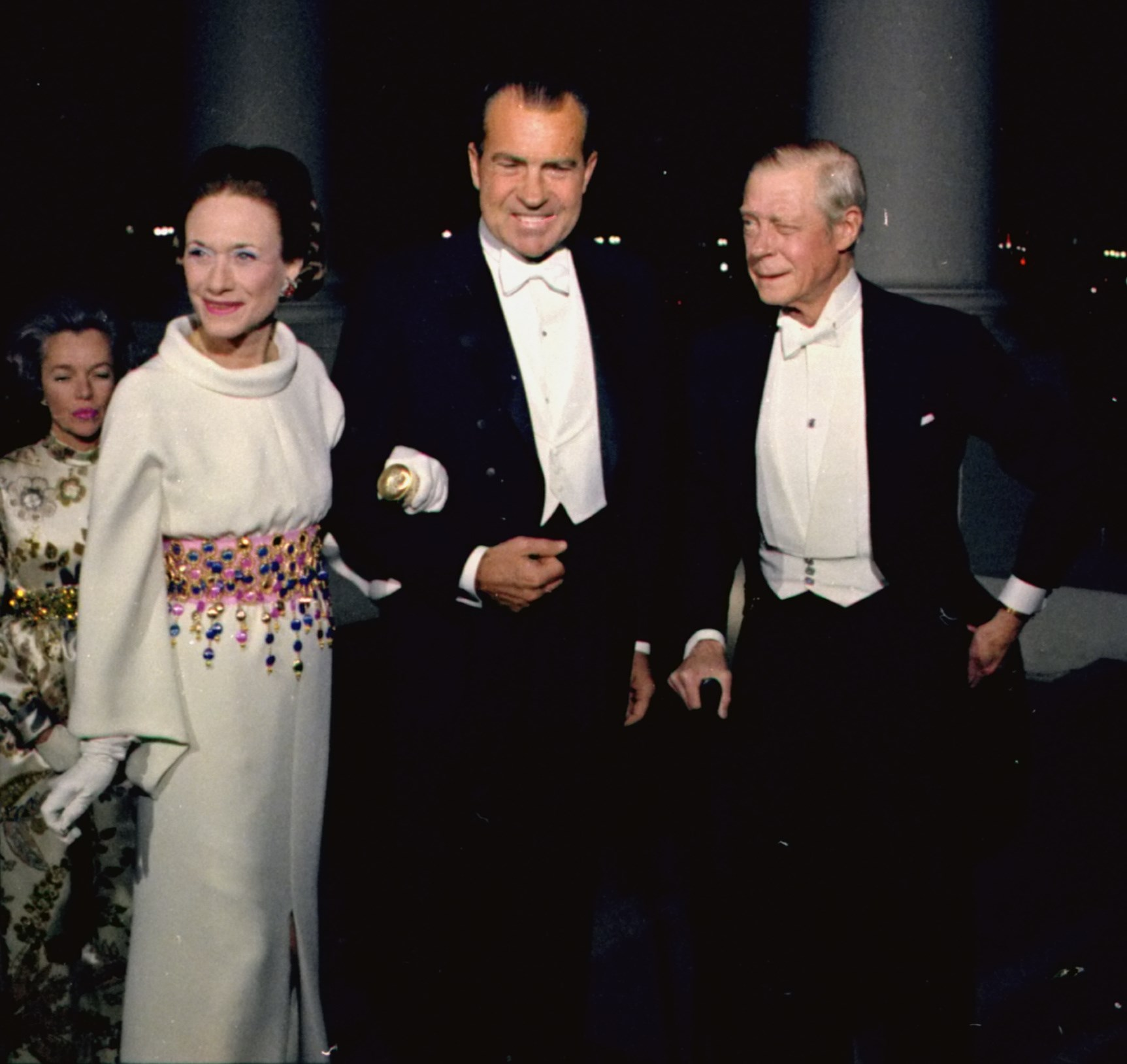
Wallis Simpson, president Richard Nixon en voormalig Koning Edward VIII van het Verenigd Koninkrijk bij het Witte Huis op 4 april 1970.

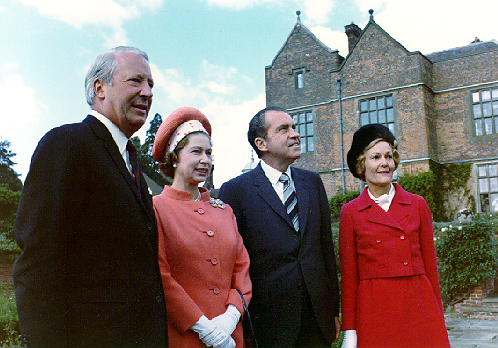
Premier van het Verenigd Koninkrijk Edward Heath, Koningin Elizabeth II van het Verenigd Koninkrijk, president Richard Nixon en first lady Pat Nixon op 3 oktober 1970.

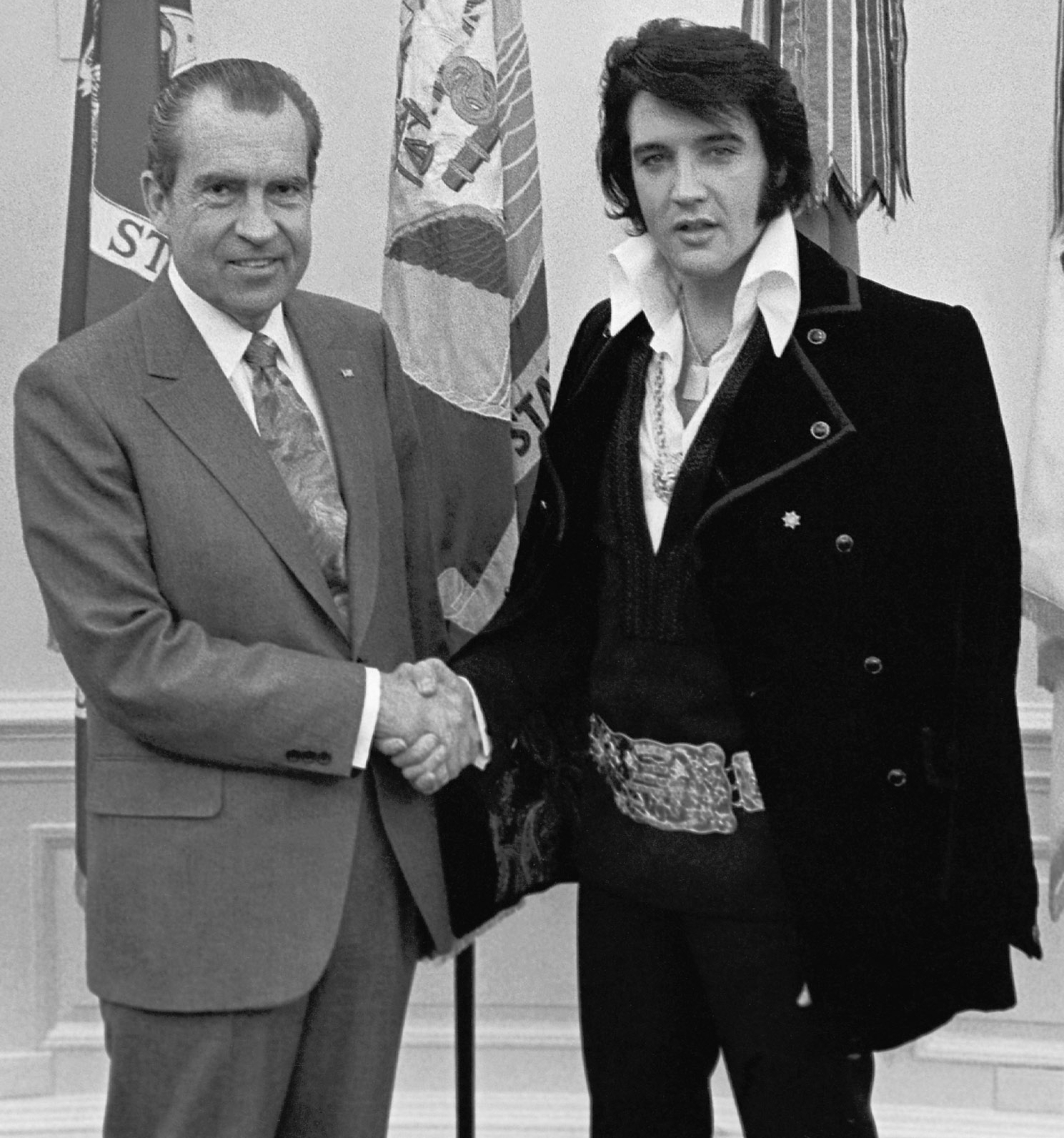
President Richard Nixon en Elvis Presley in de Oval Office op 21 december 1970.

President Richard Nixon tijdens de state of the Union toespraak in het Huis van Afgevaardigden op 22 januari 1971.

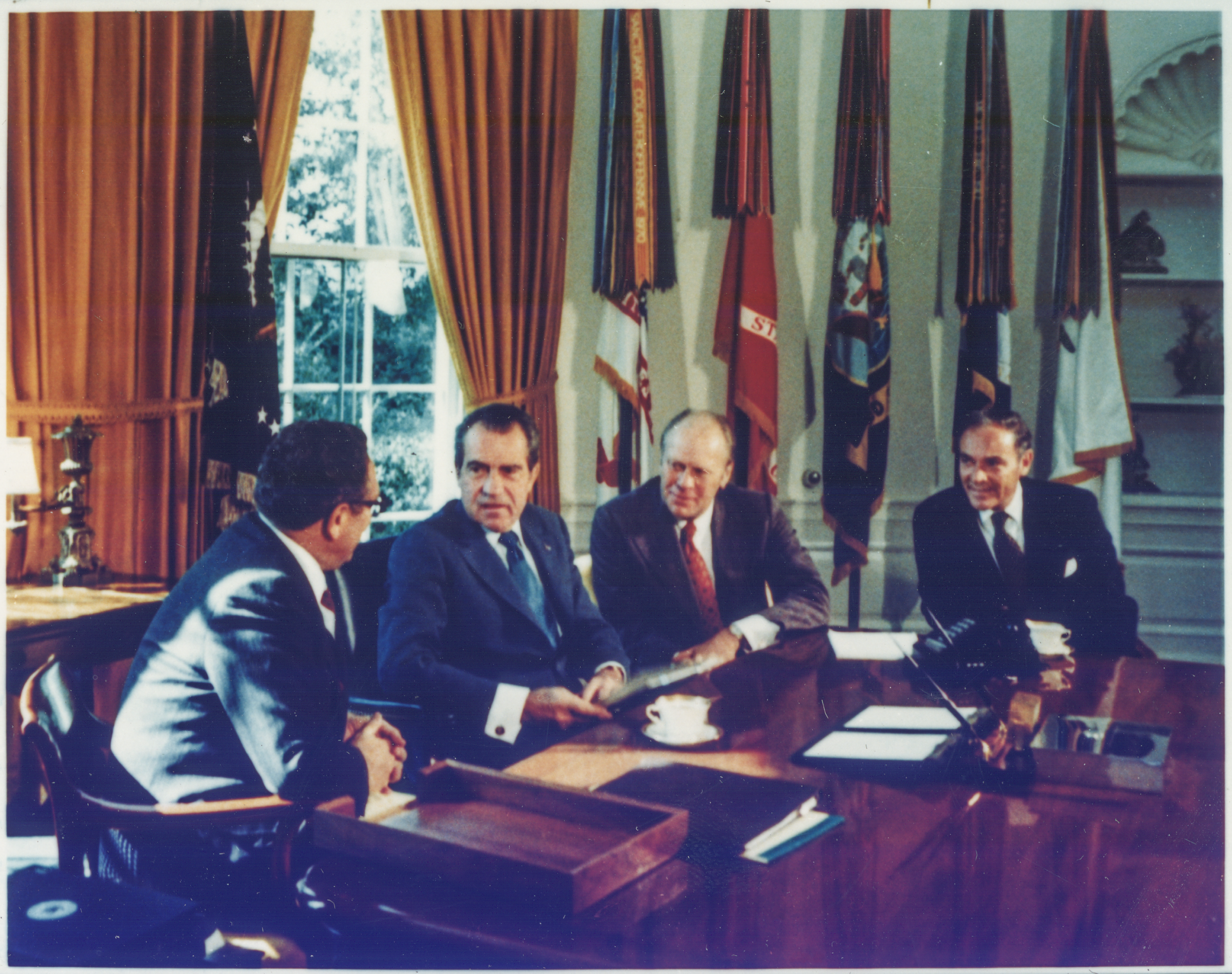
Minister van Buitenlandse Zaken Henry Kissinger, president Richard Nixon, vicepresident Gerald Ford en stafchef van het Witte Huis Alexander Haig in de Oval Office op 20 december 1973.

| Nr.                  | Functie | Functie                                                  | Ambtsbekleder         | Ambtsbekleder                                 | Ambtstermijn      | Ambtstermijn      | Partij |
| -------------------- | ------- | -------------------------------------------------------- | --------------------- | --------------------------------------------- | ----------------- | ----------------- | ------ |
| 37                   |         | President van de Verenigde Staten                        | Richard Nixon         | Richard Nixon (1913–1994)                     | 20 januari 1969   | 9 augustus 1974   | R      |
| 39                   |         | Vicepresident van de Verenigde Staten                    | Spiro Agnew           | Spiro Agnew (1918–1996)                       | 20 januari 1969   | 10 oktober 1973   | R      |
| Vacant               |         | Vicepresident van de Verenigde Staten                    |                       |                                               |                   |                   |        |
| 40                   |         | Vicepresident van de Verenigde Staten                    | Gerald Ford           | Gerald Ford (1913–2006)                       | 6 december 1973   | 9 augustus 1974   | R      |
| Kabinet              |         |                                                          |                       |                                               |                   |                   |        |
| Nr.                  | Functie | Functie                                                  | Ambtsbekleder         | Ambtsbekleder                                 | Ambtstermijn      | Ambtstermijn      | Partij |
| 55                   |         | Minister van Buitenlandse Zaken                          | William Pierce Rogers | William Pierce Rogers (1913–2001)             | 20 januari 1969   | 3 september 1973  | R      |
| [ 2 ]                |         | Minister van Buitenlandse Zaken                          | Kenneth Rush          | Kenneth Rush (1910–1994)                      | 3 september 1973  | 22 september 1973 | R      |
| 56                   |         | Minister van Buitenlandse Zaken                          | Henry Kissinger       | Henry Kissinger (1923–2023)                   | 22 september 1973 | 20 januari 1977   | R      |
| 57                   |         | Minister van Financiën                                   | David Kennedy         | David Kennedy (1905–1996)                     | 20 januari 1969   | 11 februari 1971  | R      |
| 61                   |         | Minister van Financiën                                   | John Connally         | John Connally (1917–1993)                     | 11 februari 1971  | 12 juni 1972      | D      |
| 62                   |         | Minister van Financiën                                   | George Shultz         | George Shultz (1920–2021)                     | 12 juni 1972      | 8 mei 1974        | R      |
| 63                   |         | Minister van Financiën                                   | William Simon         | William Simon (1927–2000)                     | 8 mei 1974        | 20 januari 1977   | R      |
| 10                   |         | Minister van Defensie                                    | Melvin Laird          | Melvin Laird (1922–2016)                      | 20 januari 1969   | 30 januari 1973   | R      |
| 11                   |         | Minister van Defensie                                    | Elliot Richardson     | Elliot Richardson (1920–1999)                 | 30 januari 1973   | 24 mei 1973       | R      |
| [ 2 ]                |         | Minister van Defensie                                    | Bill Clements         | Bill Clements (1917–2011)                     | 24 mei 1973       | 2 juli 1973       | R      |
| 12                   |         | Minister van Defensie                                    | James Schlesinger     | James Schlesinger (1929–2014)                 | 2 juli 1973       | 20 november 1975  | R      |
| 67                   |         | Minister van Justitie                                    | John Mitchell         | John Mitchell (1913–1988)                     | 20 januari 1969   | 10 maart 1972     | R      |
| 68                   |         | Minister van Justitie                                    | Richard Kleindienst   | Richard Kleindienst (1923–2000)               | 10 maart 1972     | 24 mei 1973       | R      |
| 69                   |         | Minister van Justitie                                    | Elliot Richardson     | Elliot Richardson (1920–1999)                 | 24 mei 1973       | 20 oktober 1973   | R      |
| [ 2 ]                |         | Minister van Justitie                                    | Robert Bork           | Robert Bork (1927–2012)                       | 20 oktober 1973   | 4 januari 1974    | R      |
| 70                   |         | Minister van Justitie                                    | Bill Saxbe            | Bill Saxbe (1916–2010)                        | 4 januari 1974    | 14 januari 1975   | R      |
| 38                   |         | Minister van Binnenlandse Zaken                          | Wally Hickel          | Wally Hickel (1919–2010)                      | 20 januari 1969   | 25 november 1970  | R      |
| [ 2 ]                |         | Minister van Binnenlandse Zaken                          |                       | Fred Russell (1916–2007)                      | 25 november 1970  | 29 januari 1971   | R      |
| 39                   |         | Minister van Binnenlandse Zaken                          | Rogers Morton         | Rogers Morton (1914–1979)                     | 29 januari 1971   | 30 april 1975     | R      |
| 17                   |         | Minister van Landbouw                                    | Clifford Hardin       | Clifford Hardin (1915–2010)                   | 20 januari 1969   | 17 november 1971  | R      |
| Vacant               |         | Minister van Landbouw                                    |                       |                                               |                   |                   |        |
| 18                   |         | Minister van Landbouw                                    | Earl Butz             | Earl Butz (1909–2008)                         | 2 december 1971   | 4 oktober 1976    | R      |
| 19                   |         | Minister van Economische Zaken                           | Maurice Stans         | Maurice Stans (1908–1998)                     | 20 januari 1969   | 15 februari 1972  | R      |
| Vacant               |         | Minister van Economische Zaken                           |                       |                                               |                   |                   |        |
| 20                   |         | Minister van Economische Zaken                           | Peter Peterson        | Peter Peterson (1926–2018)                    | 29 februari 1972  | 1 februari 1973   | R      |
| 21                   |         | Minister van Economische Zaken                           | Frederick Dent        | Frederick Dent (1922–2019)                    | 1 februari 1973   | 26 maart 1975     | R      |
| 11                   |         | Minister van Arbeid                                      | George Shultz         | George Shultz (1920–2021)                     | 20 januari 1969   | 1 juli 1970       | R      |
| 12                   |         | Minister van Arbeid                                      | James Hodgson         | James Hodgson (1915–2012)                     | 1 juli 1970       | 1 februari 1973   | R      |
| 13                   |         | Minister van Arbeid                                      | Peter Brennan         | Peter Brennan (1918–1996)                     | 1 februari 1973   | 15 maart 1975     | D      |
| 8                    |         | Minister van Volksgezondheid, Onderwijs en Welzijn       | Robert Finch          | Robert Finch (1925–1995)                      | 20 januari 1969   | 23 juni 1970      | R      |
| 9                    |         | Minister van Volksgezondheid, Onderwijs en Welzijn       | Elliot Richardson     | Elliot Richardson (1920–1999)                 | 23 juni 1970      | 30 januari 1973   | R      |
| Vacant               |         | Minister van Volksgezondheid, Onderwijs en Welzijn       |                       |                                               |                   |                   |        |
| 10                   |         | Minister van Volksgezondheid, Onderwijs en Welzijn       | Caspar Weinberger     | Caspar Weinberger (1917–2006)                 | 12 februari 1973  | 8 augustus 1975   | R      |
| 3                    |         | Minister van Volkshuisvesting en Stedelijke Ontwikkeling | George Romney         | George Romney (1907–1995)                     | 20 januari 1969   | 20 januari 1973   | R      |
| Vacant               |         | Minister van Volkshuisvesting en Stedelijke Ontwikkeling |                       |                                               |                   |                   |        |
| 4                    |         | Minister van Volkshuisvesting en Stedelijke Ontwikkeling | James Lynn            | James Lynn (1927–2010)                        | 2 februari 1973   | 5 februari 1975   | R      |
| 2                    |         | Minister van Transport                                   | John Volpe            | John Volpe (1908–1994)                        | 20 januari 1969   | 2 februari 1973   | R      |
| 3                    |         | Minister van Transport                                   | Claude Brinegar       | Claude Brinegar (1926–2009)                   | 2 februari 1973   | 1 februari 1975   | R      |
| Executive Office     |         |                                                          |                       |                                               |                   |                   |        |
| Nr.                  | Functie | Functie                                                  | Ambtsbekleder         | Ambtsbekleder                                 | Ambtstermijn      | Ambtstermijn      | Partij |
| 4                    |         | Stafchef van het Witte Huis                              | Bob Haldeman          | Bob Haldeman (1926–1993)                      | 20 januari 1969   | 30 april 1973     | R      |
| Vacant               |         | Stafchef van het Witte Huis                              |                       |                                               |                   |                   |        |
| 5                    |         | Stafchef van het Witte Huis                              | Alexander Haig        | Lieutenant General Alexander Haig (1924–2010) | 4 mei 1973        | 21 september 1974 | R      |
| 8                    |         | Nationaal Veiligheidsadviseur                            | Henry Kissinger       | Henry Kissinger (1923–2023)                   | 20 januari 1969   | 3 november 1975   | R      |
| 1                    |         | Counselor                                                | Arthur Burns          | Arthur Burns (1904–1987)                      | 20 januari 1969   | 5 november 1969   | R      |
| 2                    |         | Counselor                                                | Pat Moynihan          | Pat Moynihan (1927–2003)                      | 5 november 1969   | 31 december 1970  | D      |
| 3                    |         | Counselor                                                | Bryce Harlow          | Bryce Harlow (1916–1987)                      | 5 november 1969   | 10 december 1970  | R      |
| 4                    |         | Counselor                                                | Robert Finch          | Robert Finch (1925–1995)                      | 23 juni 1970      | 15 december 1972  | R      |
| 5                    |         | Counselor                                                | Donald Rumsfeld       | Donald Rumsfeld (1932–2021)                   | 10 december 1970  | 15 oktober 1971   | R      |
| 6                    |         | Counselor                                                | Anne Armstrong        | Anne Armstrong (1927–2008)                    | 20 januari 1973   | 18 december 1974  | R      |
| 7                    |         | Counselor                                                | Dean Burch            | Dean Burch (1927–1991)                        | 8 maart 1974      | 31 december 1974  | R      |
| 13                   |         | Juridisch Adviseur                                       | John Ehrlichman       | John Ehrlichman (1925–1990)                   | 20 januari 1969   | 5 november 1969   | R      |
| 14                   |         | Juridisch Adviseur                                       | Charles Colson        | Charles Colson (1931–2012)                    | 5 november 1969   | 9 juli 1970       | R      |
| 15                   |         | Juridisch Adviseur                                       | John Dean             | John Dean (1938)                              | 9 juli 1970       | 30 april 1973     | R      |
| 16                   |         | Juridisch Adviseur                                       |                       | Leonard Garment (1924–2013)                   | 30 april 1973     | 9 augustus 1974   | R      |
| 1                    |         | Binnenlands Beleid Adviseur                              | Pat Moynihan          | Pat Moynihan (1927–2003)                      | 20 januari 1969   | 5 november 1969   | D      |
| 2                    |         | Binnenlands Beleid Adviseur                              | John Ehrlichman       | John Ehrlichman (1925–1990)                   | 5 november 1969   | 30 april 1973     | R      |
| 3                    |         | Binnenlands Beleid Adviseur                              | Melvin Laird          | Melvin Laird (1922–2016)                      | 30 april 1973     | 8 januari 1974    | R      |
| 4                    |         | Binnenlands Beleid Adviseur                              |                       | Ken Cole (1938–2001)                          | 8 januari 1974    | 28 februari 1975  | R      |
| 18                   |         | Directeur van het Bureau voor Management en Budget       |                       | Robert Mayo (1916–2003)                       | 20 januari 1969   | 1 juli 1970       | R      |
| 19                   |         | Directeur van het Bureau voor Management en Budget       | George Shultz         | George Shultz (1920–2021)                     | 1 juli 1970       | 12 juni 1972      | R      |
| 20                   |         | Directeur van het Bureau voor Management en Budget       | Caspar Weinberger     | Caspar Weinberger (1917–2006)                 | 12 juni 1972      | 30 januari 1973   | R      |
| 21                   |         | Directeur van het Bureau voor Management en Budget       | Roy Ash               | Roy Ash (1918–2011)                           | 30 januari 1973   | 3 februari 1975   | O      |
| 11                   |         | Perschef van het Witte Huis                              | Ron Ziegler           | Ron Ziegler (1939–2003)                       | 20 januari 1969   | 9 augustus 1974   | R      |
| Buitenlands Beleid   |         |                                                          |                       |                                               |                   |                   |        |
| Nr.                  | Functie | Functie                                                  | Ambtsbekleder         | Ambtsbekleder                                 | Ambtstermijn      | Ambtstermijn      | Partij |
| 9                    |         | Ambassadeur bij de Verenigde Naties                      | Charles Yost          | Charles Yost (1907–1981)                      | 20 januari 1969   | 1 maart 1971      | D      |
| 10                   |         | Ambassadeur bij de Verenigde Naties                      | George H.W. Bush      | George H.W. Bush (1924–2018)                  | 1 maart 1971      | 18 januari 1973   | R      |
| Vacant               |         | Ambassadeur bij de Verenigde Naties                      |                       |                                               |                   |                   |        |
| 11                   |         | Ambassadeur bij de Verenigde Naties                      | John Scali            | John Scali (1918–1995)                        | 20 february 1973  | 30 juni 1975      | R      |
| 3                    |         | Handels- vertegenwoordiger                               |                       | Carl Gilbert (1906–1983)                      | 20 januari 1969   | 21 september 1971 | R      |
| Vacant               |         | Handels- vertegenwoordiger                               |                       |                                               |                   |                   |        |
| 4                    |         | Handels- vertegenwoordiger                               |                       | William Eberle (1923–2008)                    | 12 November 1971  | 24 december 1974  | R      |
| Agentschapen         |         |                                                          |                       |                                               |                   |                   |        |
| Nr.                  | Functie | Functie                                                  | Ambtsbekleder         | Ambtsbekleder                                 | Ambtstermijn      | Ambtstermijn      | Partij |
| 1                    |         | Directeur van de Environmental Protection Agency         | Bill Ruckelshaus      | Bill Ruckelshaus (1932–2019)                  | 5 december 1970   | 30 april 1973     | R      |
| [ 2 ]                |         | Directeur van de Environmental Protection Agency         |                       | Robert Fri (1935–2014)                        | 30 april 1973     | 12 september 1973 | R      |
| 2                    |         | Directeur van de Environmental Protection Agency         | Russell Train         | Russell Train (1920–2012)                     | 12 september 1973 | 20 januari 1977   | R      |
|                      |         | Directeur van de Small Business Administration           | Vacant                | Vacant                                        | Vacant            | Vacant            | Vacant |
| 9                    |         | Directeur van de Small Business Administration           |                       | Hilary Sandoval (1930–1973)                   | 5 maart 1969      | 1 januari 1971    | R      |
| Vacant               |         | Directeur van de Small Business Administration           |                       |                                               |                   |                   |        |
| 10                   |         | Directeur van de Small Business Administration           | Thomas Kleppe         | Thomas Kleppe (1919–2007)                     | 18 januari 1971   | 17 oktober 1975   | R      |
| 3                    |         | Administrateur van NASA                                  | Thomas Paine          | Thomas Paine (1921–1992)                      | 8 oktober 1968    | 15 september 1970 | O      |
| [ 2 ]                |         | Administrateur van NASA                                  | George Low            | George Low (1926–1984)                        | 15 september 1970 | 27 april 1971     | O      |
| 4                    |         | Administrateur van NASA                                  | James Fletcher        | James Fletcher (1919–1991)                    | 27 april 1971     | 1 mei 1977        | O      |
| 15                   |         | Voorzitter van de Federal Communications Commission      | Rosel Hyde            | Rosel Hyde (1900–1992)                        | 1 mei 1966        | 31 oktober 1969   | R      |
| 16                   |         | Voorzitter van de Federal Communications Commission      | Dean Burch            | Dean Burch (1927–1991)                        | 31 oktober 1969   | 8 maart 1974      | R      |
| 17                   |         | Voorzitter van de Federal Communications Commission      |                       | Richard Wiley (1934)                          | 8 maart 1974      | 13 oktober 1977   | R      |
| Inlichtingendiensten |         |                                                          |                       |                                               |                   |                   |        |
| Nr.                  | Functie | Functie                                                  | Ambtsbekleder         | Ambtsbekleder                                 | Ambtstermijn      | Ambtstermijn      | Partij |
| 8                    |         | Directeur van de Central Intelligence Agency             | Richard Helms         | Richard Helms (1913–2002)                     | 30 juni 1966      | 2 februari 1973   | O      |
| 9                    |         | Directeur van de Central Intelligence Agency             | James Schlesinger     | James Schlesinger (1929–2014)                 | 2 februari 1973   | 2 juli 1973       | R      |
| [ 2 ]                |         | Directeur van de Central Intelligence Agency             | Vernon Walters        | Lieutenant General Vernon Walters (1917–2002) | 2 juli 1973       | 4 september 1973  | O      |
| 10                   |         | Directeur van de Central Intelligence Agency             | William Colby         | William Colby (1920–1996)                     | 4 september 1973  | 30 januari 1976   | O      |
| 1                    |         | Directeur van de Federal Bureau of Investigation         | J. Edgar Hoover       | J. Edgar Hoover (1895–1972)                   | 1 maart 1935      | 2 mei 1972        | O      |
| [ 2 ]                |         | Directeur van de Federal Bureau of Investigation         | Clyde Tolson          | Clyde Tolson (1900–1975)                      | 2 mei 1972        | 3 mei 1972        | O      |
| [ 2 ]                |         | Directeur van de Federal Bureau of Investigation         | Patrick Gray          | Patrick Gray (1916–2005)                      | 3 mei 1972        | 30 april 1973     | R      |
| [ 2 ]                |         | Directeur van de Federal Bureau of Investigation         | Bill Ruckelshaus      | Bill Ruckelshaus (1932–2019)                  | 30 april 1973     | 9 juli 1973       | R      |
| 2                    |         | Directeur van de Federal Bureau of Investigation         | Clarence Kelley       | Clarence Kelley (1911–1997)                   | 9 juli 1973       | 15 februari 1978  | R      |
| Economisch Beleid    |         |                                                          |                       |                                               |                   |                   |        |
| Nr.                  | Functie | Functie                                                  | Ambtsbekleder         | Ambtsbekleder                                 | Ambtstermijn      | Ambtstermijn      | Partij |
| 9                    |         | Voorzitter van het Federal Reserve System                | Bill Martin           | Bill Martin (1906–1998)                       | 1 april 1951      | 1 februari 1970   | D      |
| 10                   |         | Voorzitter van het Federal Reserve System                | Arthur Burns          | Arthur Burns (1904–1987)                      | 1 februari 1970   | 8 maart 1978      | R      |
|                      |         | Voorzitter van de Raad van Economische Adviseurs         | Vacant                | Vacant                                        | Vacant            | Vacant            | Vacant |
| 8                    |         | Voorzitter van de Raad van Economische Adviseurs         | Paul McCracken        | Paul McCracken (1915–2012)                    | 4 februari 1969   | 1 januari 1972    | R      |
| 9                    |         | Voorzitter van de Raad van Economische Adviseurs         |                       | Herbert Stein (1916–1999)                     | 1 januari 1972    | 31 augustus 1974  | R      |
| Krijgsmacht          |         |                                                          |                       |                                               |                   |                   |        |
| Nr.                  | Functie | Functie                                                  | Ambtsbekleder         | Ambtsbekleder                                 | Ambtstermijn      | Ambtstermijn      | Partij |
| 6                    |         | Chairman of the Joint Chiefs of Staff                    | Earle Wheeler         | General Earle Wheeler (1908–1975)             | 1 juli 1964       | 1 juli 1970       |        |
| 7                    |         | Chairman of the Joint Chiefs of Staff                    | Thomas Moorer         | Admiral Thomas Moorer (1912–2004)             | 1 juli 1970       | 1 juli 1974       |        |
| 8                    |         | Chairman of the Joint Chiefs of Staff                    | George Brown          | General George Brown (1918–1978)              | 1 juli 1974       | 20 juni 1978      |        |

Washington ·
J. Adams ·
Jefferson ·
Madison ·
Monroe ·
J.Q. Adams ·
Jackson ·
Van Buren ·
W.H. Harrison ·
Tyler ·
Polk ·
Taylor ·
Fillmore ·
Pierce ·
Buchanan ·
Lincoln ·
A. Johnson ·
Grant ·
Hayes ·
Garfield ·
Arthur ·
Cleveland I ·
B. Harrison ·
Cleveland II ·
McKinley ·
T. Roosevelt ·
Taft ·
Wilson ·
Harding ·
Coolidge ·
Hoover ·
F.D. Roosevelt ·
Truman ·
Eisenhower ·
Kennedy ·
L.B. Johnson ·
Nixon ·
Ford ·
Carter ·
Reagan ·
G.H.W. Bush ·
Clinton ·
G.W. Bush ·
Obama ·
Trump I ·
Biden ·
Trump II